# Дем'єн Ліллард
Дем'єн Ламонте Оллі Ліллард (англ. Damian Lamonte Ollie Lillard, нар. 15 липня 1990, Окленд, Каліфорнія, США) — американський професіональний баскетболіст, розігруючий захисник команди НБА «Мілвокі Бакс». Гравець національної збірної США. Олімпійський чемпіон 2020 року.

## Ігрова кар'єра

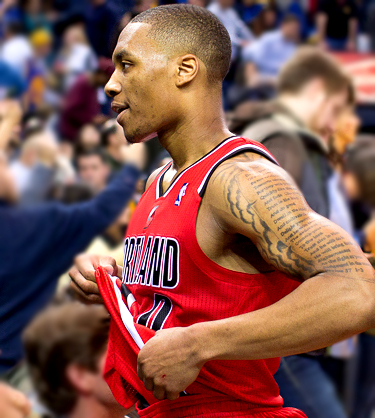
Ліллард у 2013 році

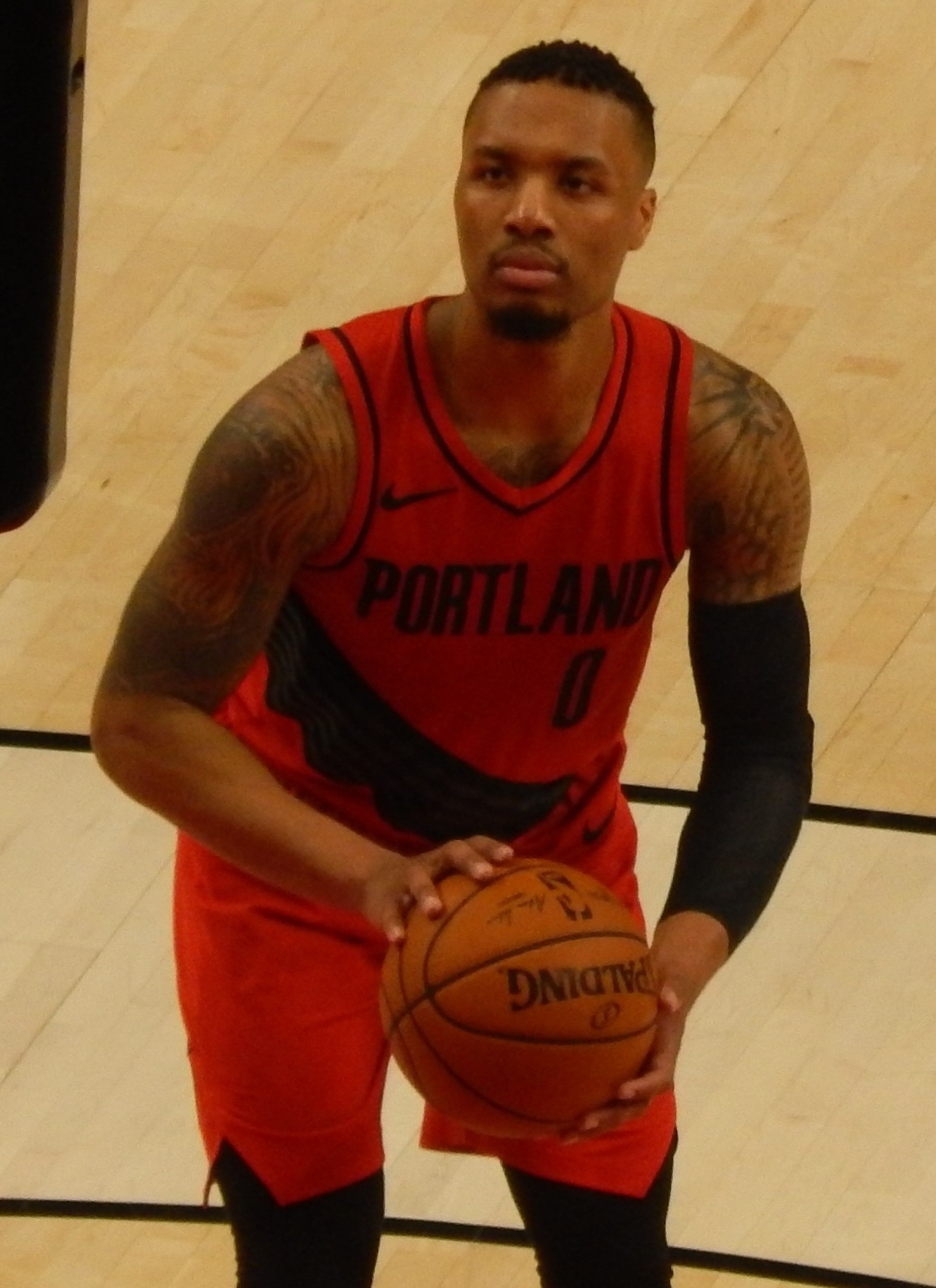
Ліллард виконує штрафний кидок, 2018

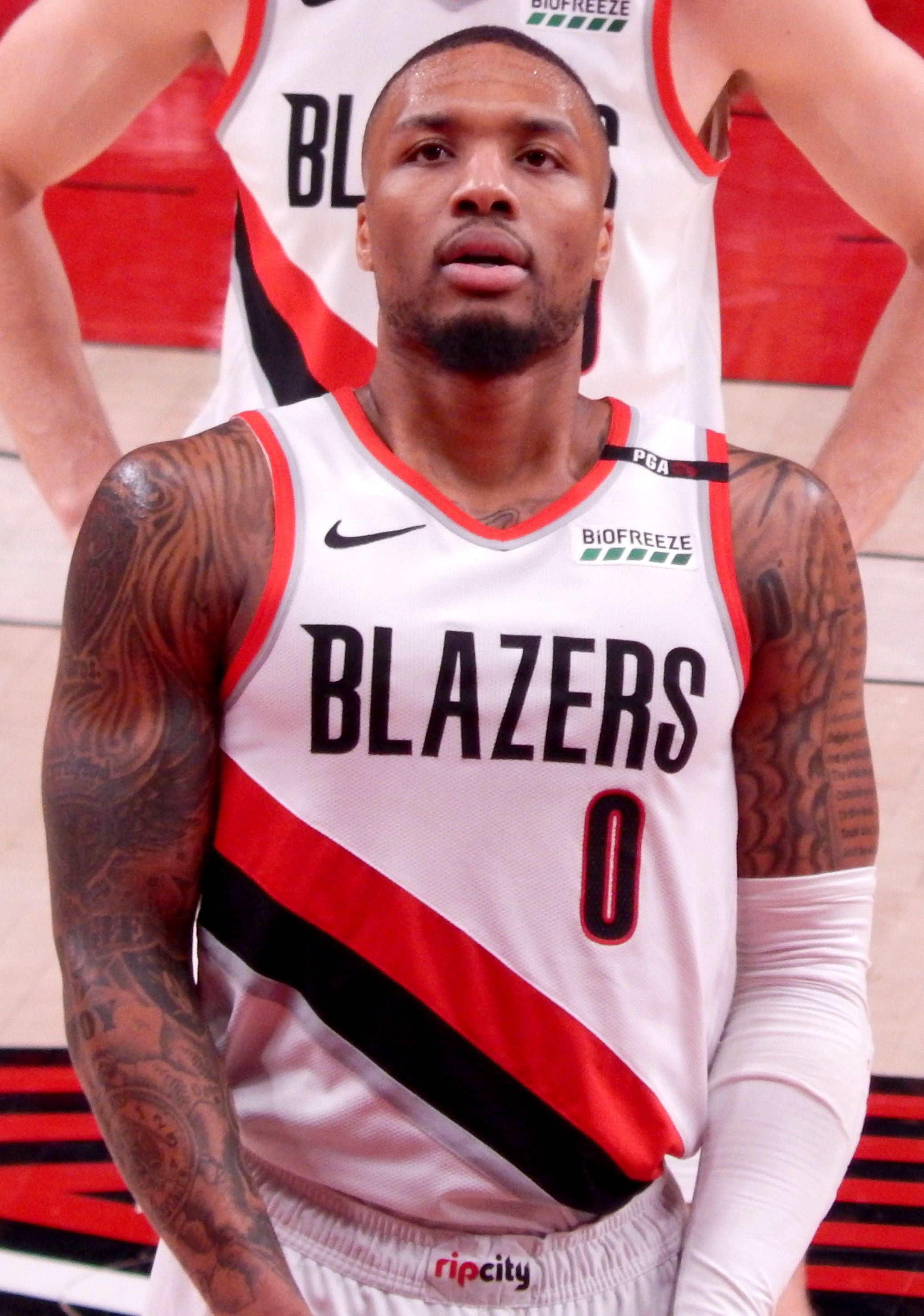
Ліллард виконує штрафний кидок, 2019

Закінчивши школу, не був високо потрібний серед коледжів. Розцінювався як двох-трьохзірковий гравець. Отримав пропозицію виступати в команді університету Вебера, на що і погодився (2008–2012). Вже на момент закінчення студентської кар'єри, вважався одним з найкращих розігруючих серед студентів, а також найкращим гравцем конференції Big Sky. Набравши за цей період 1,934 очок, опинився на другому місці у списку найрезультативніших баскетболістів команди Вебер Стейт.
2012 року був обраний у першому раунді драфту НБА під загальним 6-м номером командою «Портленд Трейл-Блейзерс». 31 жовтня 2012 року дебютутвав у НБА у матчі проти «Лос-Анджелес Лейкерс», набравши 23 очки та 11 результативних передач. Таким чином став третім гравцем в історії після Оскара Робертсона та Айзеї Томаса, якому вдалося набрати більше 20 очок та 10 асистів у дебютному матчі. Взимку був запрошений на зірковий вікенд, де виграв конкурс вмінь. За підсумками сезону був названий новачком року НБА.
Наступного року вдруге виграв конкурс вмінь на зірковому вікенді, а також вперше взяв участь у матчі всіх зірок. У сезоні набирав 20,7 очка та 5,6 асиста та допоміг команді пробитися до плей-оф. Там у першому раунді «Портленд» обіграв «Г'юстон Рокетс», а Ліллард забив вирішальний триочковий кидок з сиреною, який вивів команду далі. У другому раунді «Портленд» програв майбутньому чемпіону «Сан-Антоніо Сперс».
19 грудня 2014 року провів найрезультативніший матч у кар'єрі, набравши 43 очки у грі проти «Сан-Антоніо». У лютому був вдруге вибраний для участі у матчі всіх зірок, замінивши травмованого Блейка Гріффіна. 4 березня 2015 року у матчі проти «Лос-Анджелес Кліпперс» зробив 18 підбирань, що стало його найкращим показником у кар'єрі. Допоміг команді пробитися до плей-оф, проте «Портленд» поступився «Мемфіс Гріззліс» у першому ж раунді.
9 липня 2015 року підписав новий п'ятирічний контракт з клубом на суму 120 млн доларів. 19 лютого 2016 року оновив свій рекорд результативності, набравши 51 очко у матчі проти «Голден Стейт Ворріорз».
3 квітня 2017 року був названий Найкращим гравцем Західної конференції місяця. Згодом забив 59 очок у матчі проти «Юта Джаз», що стало як його особистим рекордом, так і рекордом франшизи. У плей-оф команда зустрілась з «Голден-Стейт» у першому раунді та була розгромлена у серії 0-4.
28 жовтня 2017 року в матчі проти «Фінікс Санз» забив своє 9000-не очко в кар'єрі. Для цього йому знадобилось 402 матчі, ставши таким чином «найшвидшим» гравцем франшизи, кому це вдалося. 27 листопада, зробивши 2,575 результативних передач у кар'єрі, обігнав Рода Скрінленда у списку асистентів «Портленда» та зайняв там 4 сходинку. 9 грудня повторив рекорд клубу, забивши 9 триочкових кидків у матчі проти «Г'юстон Рокетс». 12 січня у матчі проти «Нью-Орлінс Пеліканс» забив 23 очки, що дозволило йому зайняти сьоме місце зайняти сьоме місце, обігнавши Джеффа Пітрі (9,732). 23 січня було оголошено, що Ліллард візьме участь у матчі всіх зірок. 2 лютого подолав позначку в 10,000 набраних очок у кар'єрі, ставши наймолодшим гравцем в історії клубу, кому це вдалося. 3 березня забив триочковий кидок у 45-ому матчі поспіль, встановивши таким чином рекорд франшизи. 20 березня ця серія закінчилась, зупинившись на позначці 52 матчі. Хорошу форму протягом регулярного сезону Лілларду не вдалось продемонструвати у плей-оф, де його команда поступилась «Новому Орлеану» у першому раунді. За підсумками сезону його було включено до Збірної всіх зірок НБА, ставши лише третім гравцем франшизи, який попадав до першої збірної НБА, після Клайда Дрекслера (1991–1992) та Білла Волтона (1977–1978).
27 жовтня 2018 року в матчі проти «Маямі Гіт» набрав 42 очки, подолавши позначку 11,000 у кар'єрі. 16 листопада у матчі проти «Міннесоти» зробив 5 результативних передач, обійшовши Деймона Стадемайра (3,018) у списку гравців з найбільшою кількістю асистів у історії клубу, який займав третю сходинку. 28 листопада в матчі проти «Орландо» набрав 41 очко та встановив при цьому рекорд клубу, влучивши 10 триочкових кидків. 15 березня 2019 року став другим найрезультативнішим гравцем в історії франшизи, обійшовши за цим показником Ламаркуса Олдріджа (12,562 очки). У плей-оф допоміг команді в першому раунді обіграти «Оклахому», забивши з сиреною вирішальний триочковий кидок у п'ятому матчі серії. У другому раунді «Портленд» пройшов «Денвер» та вперше з 2000-го року вийшов у фінал Західної конференції. За вихід до фіналу НБА команда Лілларда програла «Голден Стейт Ворріорс» у серії з чотирьох матчів.
8 листопада 2019 року в матчі проти «Брукліна» набрав 60 очок. 20 січня 2020 року в матчі проти «Голден Стейт Ворріорз» набрав вже 61 очко. 29 січня записав до свого активу перший у кар'єрі трипл-дабл, набрав 36 очок, 10 підбирань та 11 асистів у матчі проти «Г'юстона». 30 січня вп'яте був обраний учасником матчу всіх зірок НБА, проте через травму не зміг взяти участь. 30 червня був вибраний для обкладинки відеогри NBA 2K21. 11 серпня в матчі проти «Далласа» повторив своє досягнення з результативності, набравши 61 очко. Це був його третій матч у сезоні, коли він набрав більше 60 очок. Він став другим гравцем в історії після Вілта Чемберлейна, який набирав 60 очок і більше у трьох матчах протягом одного сезону.
17 лютого 2021 року в матчі проти «Нового Орлеану» набрав 43 очки та рекордня для себе 16 асистів. Вивів команду до плей-оф, де «Портленд» поступився «Денверу» в першому раунді.
Наступного року, взявши участь у 29-ти матчах, отримав травму та вибув до кінця сезону.

## Статистика виступів в НБА
| * | Лідер ліги |

### Регулярний сезон
| Сезон              | Команда                   | GP  | GS  | MPG   | FG%  | 3P%  | FT%   | RPG | APG | SPG | BPG | PPG  |
| ------------------ | ------------------------- | --- | --- | ----- | ---- | ---- | ----- | --- | --- | --- | --- | ---- |
| 2012–13            | «Портленд Трейл-Блейзерс» | 82  | 82  | 38.6  | .429 | .368 | .844  | 3.1 | 6.5 | .9  | .2  | 19.0 |
| 2013–14            | «Портленд Трейл-Блейзерс» | 82  | 82  | 35.8  | .424 | .394 | .871  | 3.5 | 5.6 | .8  | .3  | 20.7 |
| 2014–15            | «Портленд Трейл-Блейзерс» | 82  | 82  | 35.7  | .434 | .343 | .864  | 4.6 | 6.2 | 1.2 | .3  | 21.0 |
| 2015–16            | «Портленд Трейл-Блейзерс» | 75  | 75  | 35.7  | .419 | .375 | .892  | 4.0 | 6.8 | .9  | .4  | 25.1 |
| 2016–17            | «Портленд Трейл-Блейзерс» | 75  | 75  | 35.9  | .444 | .370 | .895  | 4.9 | 5.9 | .9  | .3  | 27.0 |
| 2017–18            | «Портленд Трейл-Блейзерс» | 73  | 73  | 36.6  | .439 | .361 | .916  | 4.5 | 6.6 | 1.1 | .4  | 26.9 |
| 2018–19            | «Портленд Трейл-Блейзерс» | 80  | 80  | 35.5  | .444 | .369 | .912  | 4.6 | 6.9 | 1.1 | .4  | 25.8 |
| 2019–20            | «Портленд Трейл-Блейзерс» | 66  | 66  | 37.5* | .463 | .401 | .888  | 4.3 | 8.0 | 1.1 | .3  | 30.0 |
| 2020–21            | «Портленд Трейл-Блейзерс» | 67  | 67  | 35.8  | .451 | .391 | .928  | 4.2 | 7.5 | .9  | .3  | 28.8 |
| 2021–22            | «Портленд Трейл-Блейзерс» | 29  | 29  | 36.4  | .402 | .324 | .878  | 4.1 | 7.3 | .6  | .4  | 24.0 |
| Усього за кар'єру  | Усього за кар'єру         | 711 | 711 | 36.3  | .437 | .373 | .893  | 4.2 | 6.6 | 1.0 | .3  | 24.6 |
| В іграх усіх зірок | В іграх усіх зірок        | 5   | 0   | 18.4  | .465 | .411 | 1.000 | 2.8 | 2.0 | .6  | .0  | 18.2 |

### Плей-оф
| Сезон             | Команда                   | GP | GS | MPG   | FG%  | 3P%  | FT%  | RPG | APG  | SPG | BPG | PPG  |
| ----------------- | ------------------------- | -- | -- | ----- | ---- | ---- | ---- | --- | ---- | --- | --- | ---- |
| 2014              | «Портленд Трейл-Блейзерс» | 11 | 11 | 42.4  | .439 | .386 | .894 | 5.1 | 6.5  | 1.0 | .1  | 22.9 |
| 2015              | «Портленд Трейл-Блейзерс» | 5  | 5  | 40.2  | .406 | .161 | .781 | 4.0 | 4.6  | .4  | .6  | 21.6 |
| 2016              | «Портленд Трейл-Блейзерс» | 11 | 11 | 39.7  | .368 | .393 | .910 | 4.3 | 6.3  | 1.3 | .3  | 26.5 |
| 2017              | «Портленд Трейл-Блейзерс» | 4  | 4  | 37.8  | .433 | .281 | .960 | 4.5 | 3.3  | 1.3 | .5  | 27.8 |
| 2018              | «Портленд Трейл-Блейзерс» | 4  | 4  | 40.5  | .352 | .300 | .882 | 4.5 | 4.8  | 1.3 | .0  | 18.5 |
| 2019              | «Портленд Трейл-Блейзерс» | 16 | 16 | 40.6  | .418 | .373 | .833 | 4.8 | 6.6  | 1.7 | .3  | 26.9 |
| 2020              | «Портленд Трейл-Блейзерс» | 4  | 4  | 35.8  | .406 | .394 | .970 | 3.5 | 4.3  | .5  | .3  | 24.3 |
| 2021              | «Портленд Трейл-Блейзерс» | 6  | 6  | 41.3* | .463 | .449 | .940 | 4.3 | 10.2 | 1.0 | .7  | 34.3 |
| Усього за кар'єру | Усього за кар'єру         | 61 | 61 | 40.3  | .412 | .369 | .887 | 4.5 | 6.2  | 1.2 | .3  | 25.7 |

## Виступи за збірну
Ліллард — гравець національної збірної США. 2020 року став олімпійським чемпіоном у її складі.

## Особисте життя
Ігровий номер 0 вибрав через схожість з літерою «О», яка в свою чергу означає його життєвий шлях з Окленда до Огдена й до Орегона.
20 березня 2018 року у Лілларда народився син Дем'єн молодший.
2020 року разом з другом та бізнес-партнером Браяном Сандерсом придбав автосалон Toyota в Макміннвіллі.
У січні 2021 року у Лілларда та його дівчини Генсон народились двійнята — дівчинка Калі та хлопчик Калій. У вересні Дем'єн та Генсон одружились.

## Кар'єра репера
Крім баскетболу Ліллард активно займається музикою. У липні 2015 року записав свій перший сингл «Soldier in the Game». 21 жовтня 2016 року видав дебютний студійний альбом The Letter O. 6 жовтня 2017 року вийшов його другий альбом Confirmed.
2019 року видав свій третій альбом Big D.O.L.L.A..

## Дискографія

### Альбоми
- The Letter O (2016)
- Confirmed (2017)
- Big D.O.L.L.A. (2019)
- Different On Levels The Lord Allowed (2021)

### Сингли
- «Bigger Than Us» (featuring Paul Rey) (2015)
- «Run It Up» (featuring Lil Wayne) (2017)
- «Shot Clock» (featuring Dupre) (2017)
- «Bossed Up» (2017)
- «Reign Reign Go Away» (2019)
- «Blacklist» (2020)
- «Goat Spirit» (featuring Raphael Saadiq) (2020)
- «Home Team» (featuring Dreebo) (2020)
- "Kobe" (featuring Snoop Dogg and Derrick Milano) (2020)